# Mina del Rincón
Mina del Rincón är en ort i kommunen Temascaltepec i delstaten Mexiko i Mexiko. Samhället hade 174 invånare vid folkräkningen 2020.